# Silfverhielm
Silfverhielm eller Silfverhjelm är en svensk adlig ätt från Småland som introducerades vid Riddarhuset år 1625 på nummer 93. Silfverhielm var en av de 300 ätter som år 1778 uppflyttades från tredje till andra klassen. En gren upphöjdes med Göran Silfverhielm i friherrligt stånd 1719, vilken utslocknade 2010.

## Friherrliga ätten Silfverhielm
Göran Silfverhielm ( Jöran Silfwerhielm ) upphöjdes till friherre år 1719, och introducerades samma år på nummer 159. Ätten utgick på svärdssidan år 1978 och på spinnsidan år 2010.
Bland hans barn märks Carl Adam Silfverhielm (1719–1771) och Claes Erik Silfverhielm (1725–1792), som båda gick i faderns fortspår på den militära banan.

### Senare kända medlemmar av ätten
- Friherre Göran Ulrik Silfverhjelm (född 1762, död 1819) son till  Fredrik Silfverhielm och Teofilia Unge[2], var en litterärt intresserad man och gift med Anna Charlotta Sophia Adlermarck (född 1784, död 1832)[3]. Han köpte Vänge-Gustafsbergs porslinsfabrik av Thomas Bennet, och hade för avsikt att fortsätta tillverkningen, men dog redan samma år. Silverhjelm hade inkallat Fredrik Rohde från Tyskland för att assistera i porslinstillverkningen. Han anlände dock först sedan hans arbetsgivare avlidit.
- Carl Silfverhjelm, född 30 juni 1841 i Ulfsby, död 1 februari 1918 i Helsingfors, var en finländsk friherre och generalmajor, son till friherre Göran Fredrik Silfverhjelm och Eva Amalia Ascholin. Under finska inbördeskriget dödades han i sin bostad i Helsingfors (Skarpskyttegatan 9). Ensam kämpade han två och en halv timme mot framryckande rödgardister, innan han sköt sig själv med den sista kulan.